# Первое сражение под Вавром
Первый бой под Вавром — одно из вооруженных столкновений в ходе Польского восстания 1830—1831 годов, которое произошло 7 (19) февраля 1831 года — 8 (20) февраля 1831 года близ польского хутора Вавр (Вавер) расположенном на шоссе из Калушина в Варшаву, приблизительно в 8 километрах от Праги (ныне это один из районов польской столицы).

## Перед боем
5 (17) февраля 1831 года русская армия, под командованием фельдмаршала графа Ивана Ивановича Дибича-Забалканского, выступила из Венгрова двумя колоннами; в правой, по дороге на Станиславов, шел VI корпус генерала барона Григория Владимировича Розена; а в левой, по шоссе через Калушин, — I пехотный корпус графа Палена, и за ним резерв.

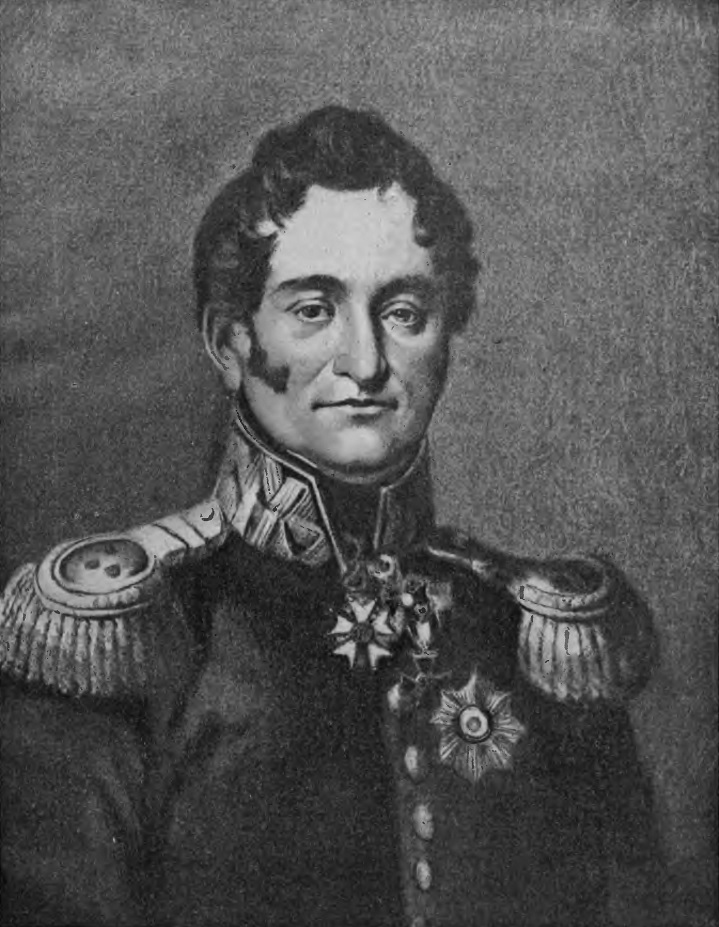
Томаш Лубенский

Оттеснив польские дивизии генералов Яна Скржинецкого и Франтишека Жимирского, авангард корпуса Палена 6 (18) февраля 1831 года достиг Яновека, а авангард корпуса Розена был в Окуневе. На следующий день, 7 (19) февраля 1831 года, было решено продолжать движение к Варшаве, при чём авангард графа Палена должен был занять Выгодские высоты, а корпус его — Милосну; авангард корпуса барона Розена также должен был дойти до Выгоды, а корпус его — расположиться впереди Гржибовской Воли.
Польская армия была собрана у Грохова, под началом Иосифа Хлопицкого, и состояла из 3-х пехотных и 3-х кавалерийских дивизий; кроме того, дивизия Жимирского находилась в авангарде, в Милосненском лесу; всего в польской армии было около 54000 человек со 140 пушками. От Яновека до Вавра Варшавское шоссе пролегало лесом, который под самым Вавром находился лишь с правой стороны дороги и продолжался по направлению к Кавенчину. Впереди этого леса на протяжении семи километров до Праги простиралась равнина, покрытая песчаными холмами, кустами, болотами и отдельными усадьбами. В двух километрах за Вавром, вдоль шоссе, расположены деревни Малый и Большой Грохов (см. Грохув), а в 3 км за ними — Прага; не доходя Грохова, расположена небольшая ольховая роща. Отступив со своей дивизией к Вавру, Жимирский оценил важное значение этого пункта и расположился здесь с целью препятствовать дебушированию российских войск из леса; он расположил свои девять батальонов по сторонам шоссе, а имевшиеся у него 28 артиллерийских орудий направил на выходы из леса. Из главных сил поляков к этому времени была направлена к Жимирскому дивизия Шембека; ко времени прибытия этой дивизии к Вавру из леса начали показываться передовые части I корпуса графа Палена. Шембек расположил свою дивизию правее Жимирского, а на правом фланге расположил три полка кавалерийской дивизии генерала Томаша Лубенского.

## Битва
Авангард графа Палена (1 и 2 егерские и 3-й кавалерийские полки. с 16 орудиями, под началом генерал-лейтенанта князя Павла Петровича Лопухина) при выходе из леса были обстрелян огнем 40 артиллерийских орудий, но всё-таки выстроился в порядке по обеим сторонам шоссе; свежие войска прибывали, и завязался горячий бой.

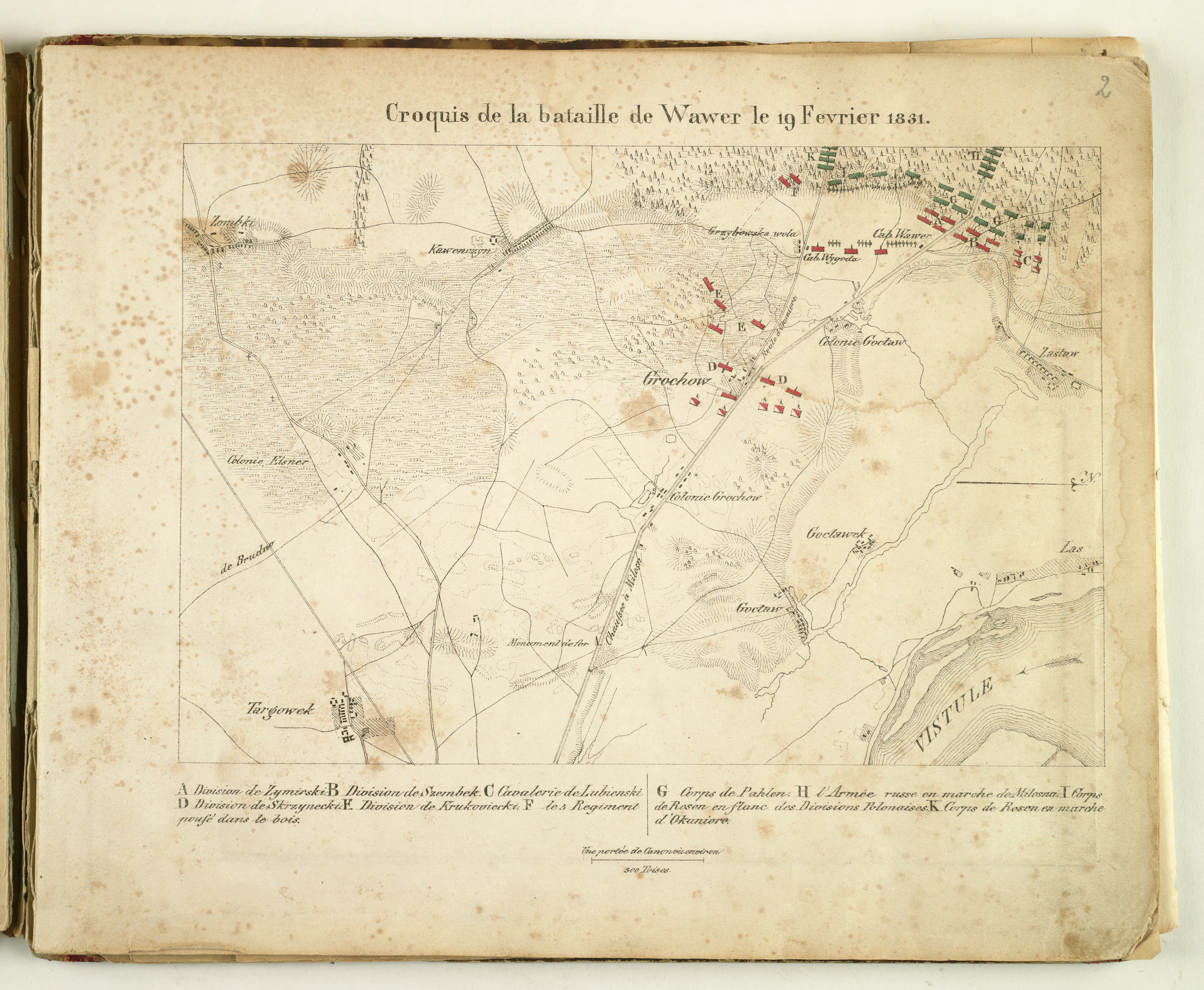
Схема сражения на польской карте

На выстрелы к Вавру прибыл польский главнокомандующий Хлопицкий и, убедившись в необходимости помешать дебушированию русских войск из лесу, приказал Петру Шембеку оттеснить в лес вышедшие уже из него русские войска; а чтобы прикрыть свои войска от обхода их с левого фланга колонной VI корпуса, двигавшейся по Окуневской дороге на Выгоду, и помешать соединению русских колонн, он направил туда дивизию Круковецкого (13 батальонов и 24 орудия); остальные же войска были оставлены в резерве у Грохова.
1 и 2-й егерские пехотные полки, под натиском превосходных сил поляков, были оттеснены к лесу, но прибывший бегом 5-й егерский полк с 1-й конной батареей полковника Паскевича упорно защищал свою позицию на шоссе. Бросившийся в атаку Черноморский полк был опрокинут. К авангарду прибыли граф Пётр Петрович Пален и начальник генерального штаба Русской императорской армии граф Карл Фёдорович Толь. Великолуцкий пехотный батальон направлен Паленом вправо от шоссе, где поляки сильно продвинулись вперед. Ему удалось задержать натиск поляков до 10 часов утра.
Генерал Жимирский, подаваясь лесом вперед, теснил слабый правый фланг русских с двух сторон; прибывший сюда на помощь Новоингерманландский полк был не в силах задержать наступление поляков, и русская пехота отступила. Граф Толь, опасаясь, что поляки получат возможность разрезать русскую армию пополам, выдвинул на правый фланг Староингерманландский полк и батальон 4 морского полка, артиллерию 3-й дивизии расположил уступом за конной батареей, левее шоссе; 3-й морской полк был сдвинут влево. Благодаря этим подкреплениям, бой был переломлен в пользу имперцев.
В 11 часов на поле сражения прибыл фельдмаршал Дибич с 9-ю батальонами 2-й пехотной дивизии; в это время поляки усилили свои войска, расположенные в лесу, и повели атаку на фланг батарей, расположенных на шоссе, стремясь охватить их. Густой лес скрывал манёвры поляков, но князь Горчаков заметил их, повернул орудия конной № 1-й батареи направо, фронтом параллельно шоссе, и открыл через шоссе картечный огонь. Поляки, пораженные внезапностью этого огня, отступили вглубь леса, но часть их застрельщиков бросилась на батарею, поставленную Толем; Дибич послал для отражения их свой конвой, полуэскадрон Лубенских гусар, и поляки были отброшены.

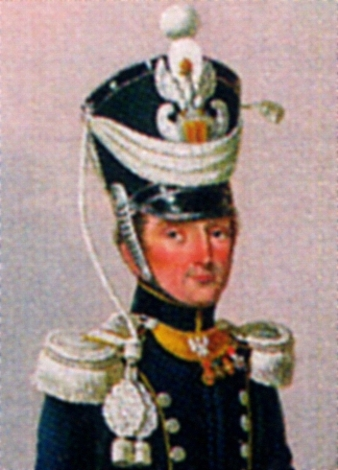
Шембек, Пётр

Было около полудня, а правая русская колонна всё ещё не дебушировала из лесу; поляки, понимая всю важность правого фланга русских, направили все усилия против него. Между тем, главнокомандующий послал на подкрепление правого фланга Эстляндский полк, потребовал на поле сражения 2-ю гренадерскую дивизию и послал Розену приказание ускорить движение. Авангард Розена, состоявший под началом Влодека, должен был двигаться на одной высоте с авангардом I корпуса, но, благодаря большому расстоянию и плохой дороге, он прибыл к Гржибовской Воле только в 14 часов. Чтобы задержать движение Розена, польский генерал Ян Круковецкий, имея пехотную дивизию и конно-егерский полк, выслал одну полубатарею со стрелками в лес; выходы из леса были заняты бригадой Гелгуда с полубатареей, а остальные войска стали в резерве у Выгоды, правее дороги. Влодек, слыша влево от себя сильную пальбу, выдвинул в лес, влево от дороги, 50-й егерский полк и 1 батальон 49-го егерского полка, вошел в связь с Эстляндским полком корпуса Палена, вытеснил поляков из лесу и стал постепенно развертывать свои колонны у опушки леса. Дибич, услышав выстрелы на правом фланге, что указывало на вступление в бой корпуса Розена, приказал начать общее наступление в центре и на левом фланге. Вся линия русских войск, выйдя из леса, стала подаваться вперед; Толь опрокинул Жимирского, Пален оттеснил Шембека. На левом фланге русских Сумцы и Новоархангельцы при содействии огня пехоты и артиллерии отбросили назад кавалерию Лубенского, который поспешил укрыться за свою пехоту. Наша пехота двинулась по шоссе вперед и заняла Вавр.
На правом фланге Круковецкий держался упорно; после жестокого боя русскими был отброшен 5-й польский пехотный полк, занимавший высоту. Русские перешли в общее наступление, и левый фланг поляков был оттеснен к Грохову; корчма и селение Выгода были тоже ими очищены. Круковецкий отошел к ольховой роще. Для овладения Кавенчином Розен послал Польский и Волынский уланский полк и Житомирский пехотный полк, которые опрокинули калишских улан, защищавших это селение. К 4 часам дня выходы из лесу были в руках русских, что и составляло цель этого боя. Российские войска расположились биваком на тех местах, где их застали приказы. Поляки отошли за Малый Грохов и, так как их не преследовали, остановились впереди Большого Грохова и заняли новую позицию.

## Потери
Русская Императорская армия — до 3700 человек (до 100 офицеров); поляки понесли не меньшие потери, русскими было захвачено в плен 600 человек.

## Итоги

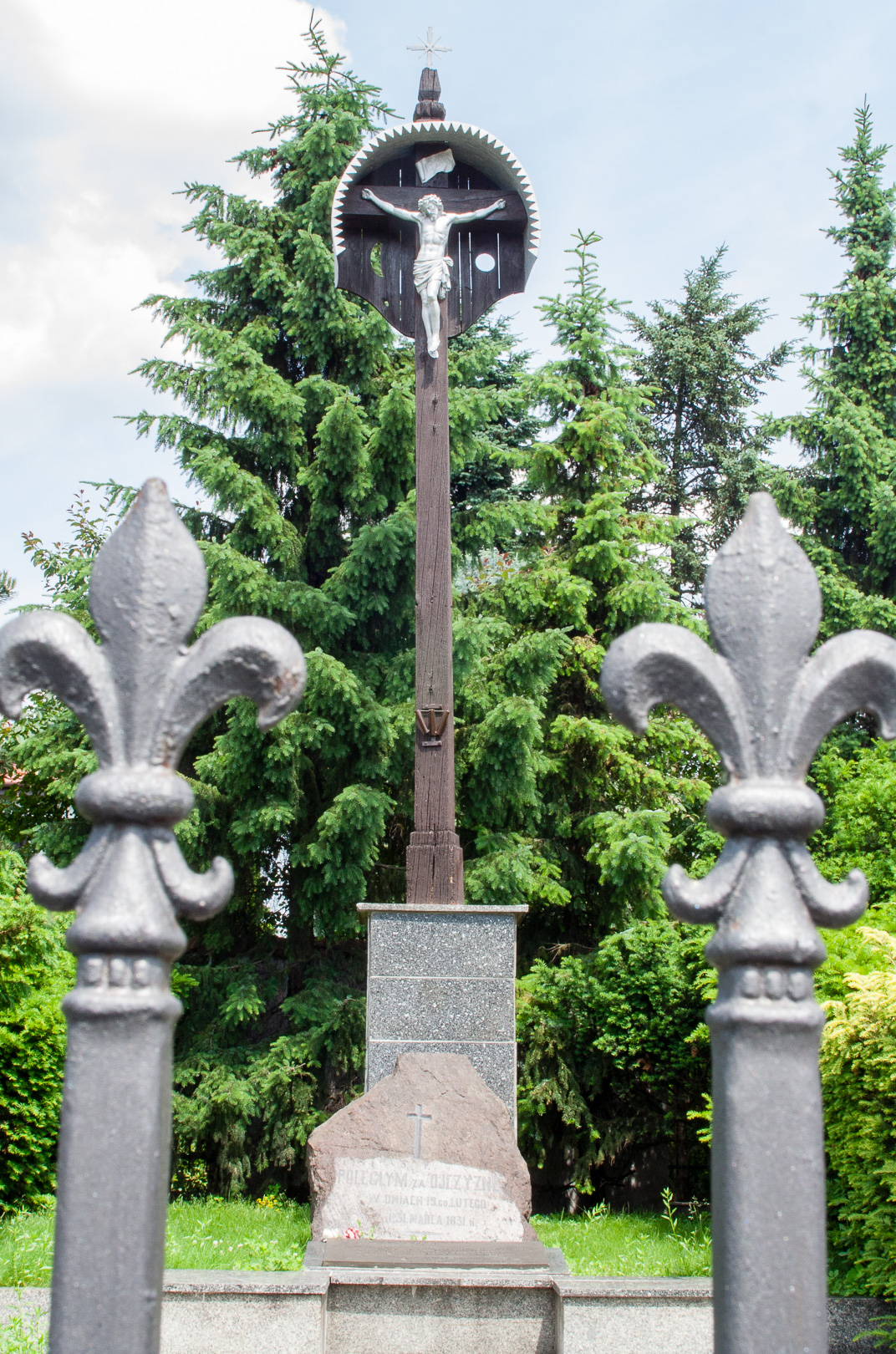
Крест повстанцам в Вавере повстанцам в Вавере

В бою принимали участие 18 батальонов Палена и 19 — Розена, но до полудня Пален был один против 20 батальонов поляков более сильного состава. Поспешность наступления авангарда Палена, который завязал бой, не выждав прибытия следовавшей за ним 3-й пехотной дивизии, и не синхронное движение колонн I и VI корпусов создали то трудное положение I корпуса, которое позволило полякам выполнить ряд удачных атак и обход правого фланга русских, пока не развернулся корпус Розена, что произошло лишь к 3 часам дня. Кроме того, авангард корпуса графа Палена не был должным образом организован, так как в нём преобладала кавалерия, а действовать ему приходилось в лесу. Между обеими колоннами I и VI корпусов не было надлежащей связи.
Сражение под Вавром было случайное; в таких сражениях большую роль играет находчивость и предприимчивость командиров на местах; в этом отношении большие услуги оказал граф Пален, который быстро прибыл на поле сражения, сразу оценил положение дела, понял значение правого фланга и принял все меры для противодействия натиску поляков.
Поляки выбрали вполне благоприятное время для атаки разъединенной русской армии; атаки их против правого фланга Палена были ведены ими настойчиво и упорно. Дивизия Скжинецкого не приняла участия в этом бою, будучи же выдвинута вовремя против Палена, она могла бы содействовать окончательному разрыву русской армии.
Некоторые упрекали Дибича в том, что он не довел боя до конца, не овладел ольховой рощей и не окончил, таким образом, русско-польской войны одним ударом; но следует иметь в виду, что резервы наши были слишком удалены, 2-я гренадерская дивизия прибыла на поле сражения только вечером; поляки не были окончательно разбиты; дивизии Круковецкого и Скжинецкого были в готовности упорно удерживаться на занимаемых позициях.